# Gerald Zugmann
Gerald Zugmann (* 1. November 1938 in Wien) ist ein österreichischer Fotograf. 
Gerald Zugmann besuchte die Graphische Lehr- und Versuchsanstalt in Wien. Im Jahr 1977 arbeitete er mit der Architektengruppe Haus-Rucker-Co zusammen. Seit 1978 beschäftigt er sich als freier Fotograf hauptsächlich mit Architektur- und Ausstellungsfotografie. Er ist  Lehrbeauftragter an der Technischen Universität Wien.
Das Museum für angewandte Kunst (Wien) zeigte 1997 eine Ausstellung mit dem Titel Gerald Zugmann: architecture in the box. Photographien und veranstaltete im Jahre 2003 mit Gerald Zugmann: BLUE UNIVERSE. Modelle zu Bildern machen. Architectural projects by COOP HIMMELB(L)AU eine weitere Werkschau. 